# Henry Moret
Henry Moret (Cherburgo, 12 de diciembre de 1856 - París, 5 de mayo de 1913) fue un pintor impresionista francés.

## Biografía
De origen normando, Henri Moret se convirtió en bretón por adopción, después de haber hecho en Lorient su servicio militar. Cada año viajaba a lo largo de la costa sur de la Bretaña francesa, parando en los pueblos de Larmor, Pouldu, Doëlan, y más adelante en Quimper, Douarnenez, y Crozon. También pasó parte de su tiempo en las islas: Groix, Houat, Ushant, Belle-Île-en-Mer.
En 1888, en Pont-Aven (Finistère), conoció a Paul Gauguin, Émile Bernard, Ernest de Chamaillard, Émile Jourdan, y Charles Laval, integrándose a ese pequeño grupo de artistas. Al principio su arte estuvo influido por Camille Corot, Gustave Courbet, y la École de Barbizon, pero después de conocer a Gauguin, Moret se dejó influenciar por el sintetismo, convirtiéndose en uno de los más originales e interesantes representantes de la École de Pont-Aven.
Después de que Gauguin se fue a Tahití en 1891, Moret comenzó a desarrollar su propio estilo. En 1895, estableció una fructífera relación con Paul Durand-Ruel, quien mantenía varias galerías en París, Londres y Nueva York, enfocadas en el impresionismo. Durante su relación, Moret completó más de 600 pinturas, muchas de las cuales se expusieron en París y Nueva York, lo que generó una clientela creciente para su obra. Moret también exhibió siete de sus pinturas bretonas en el Salon des Indépendants. Después de 1900, Moret se sumergió más en el impresionismo, aplicando pequeños toques de pintura a sus obras en lugar de los trazos amplios preferidos por los artistas de Pont-Aven. Se centró cada vez más en los paisajes donde sus efectos de luz se pueden ver en las escenas de puestas de sol y tormentas que pintó alrededor de 1909. Además de sus óleos para Durand-Ruel, también completó unas 800 acuarelas y dibujos. Murió en París, a los 56 años.

## Obra
Fascinado por el mar, Moret sobre todo usaba colores profundos así como vigorosas pinceladas, para capturar violencia y poder. Combinando la estética de la simplicidad del arte japonés con la técnica impresionista, el artista ponía en sus composiciones una mezcla mágica de simplicidad y color cautivador. Sobre todo pintó la Bretaña, aunque también hizo algunos paisajes de Normandía y de los Países Bajos.
Después de pintar inicialmente de una manera bastante clásica, el estilo de Moret se desarrolló bajo la influencia de Gauguin y los artistas de Pont-Aven. Con el paso del tiempo, sus obras se volvieron cada vez más impresionistas, al tiempo que revelaban su amor por la naturaleza. En Henry Moret, aquarelles et peinture 1856–1913, Maxime Maufra comenta: "Costas, bosques, valles, en cada estación los observaba con todos sus sentidos, reproduciéndolos con todo su espíritu y sinceridad". Un catálogo para una de sus exposiciones póstumas describió cómo "ocupa un lugar único en la evolución del arte de finales del siglo XIX y principios del XX, ya que ha sido capaz de fusionar dos estilos fundamentalmente opuestos: el Sintético de Pont-Aven y el Impresionismo."

## Galería de pinturas

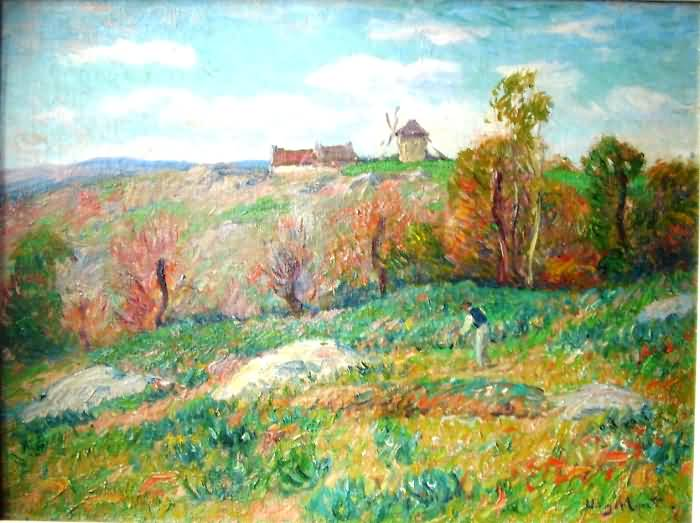
Escena campestre en verano: Pueblo con Molino de viento, ca 1890
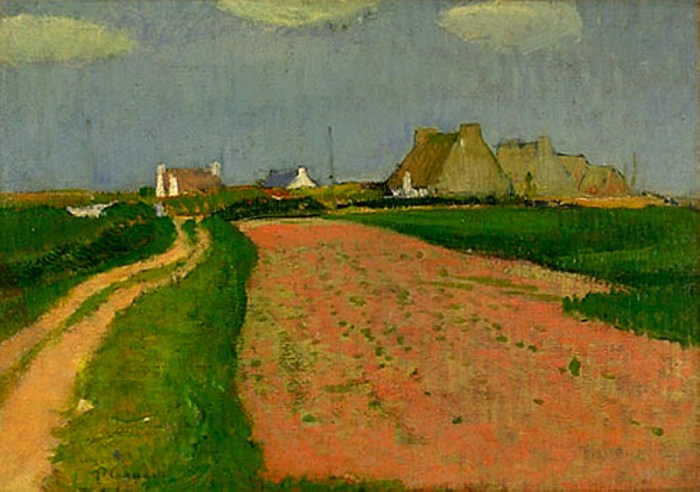
Paisaje de Pont-Aven, 1889
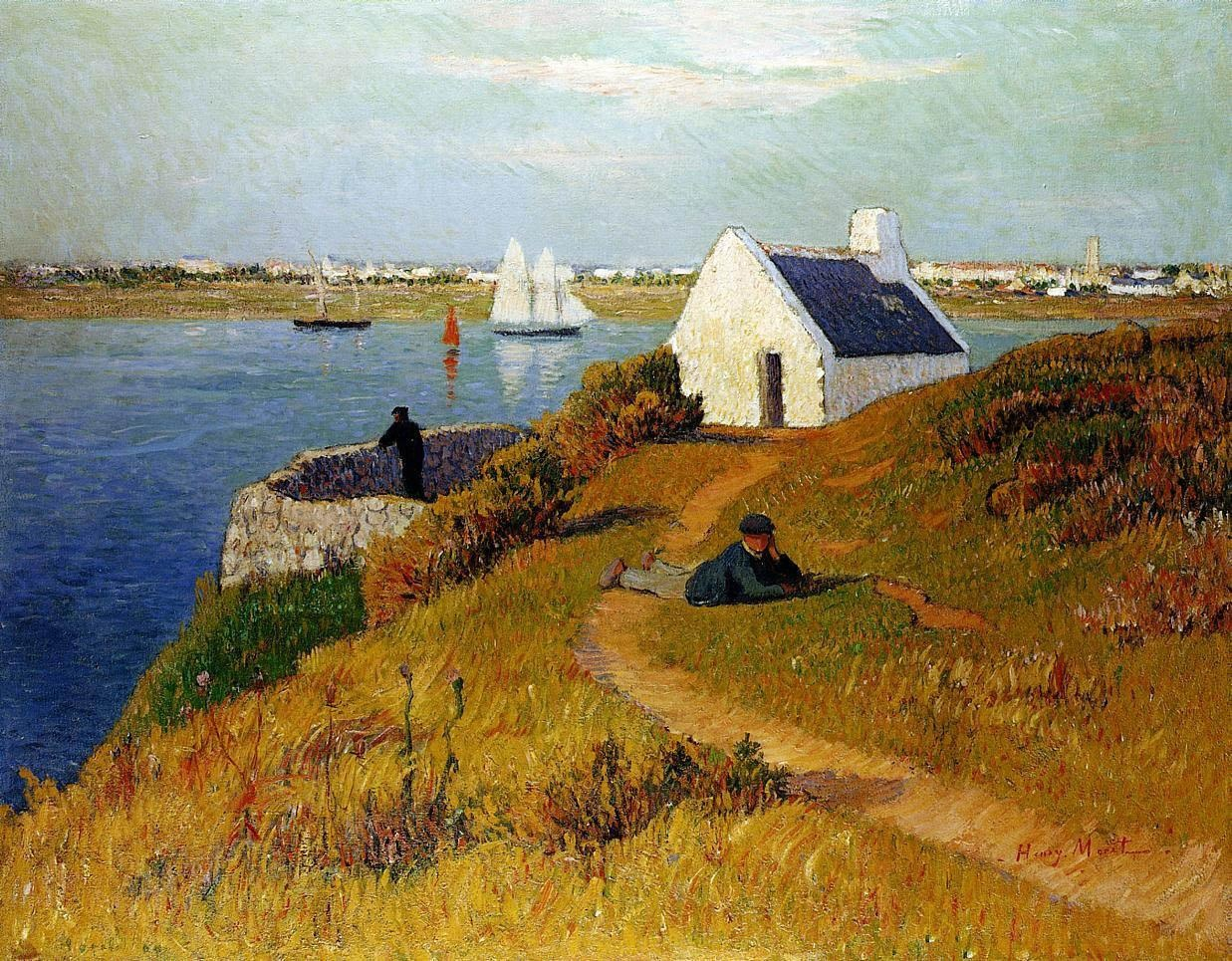
Rada en Lorient, 1895
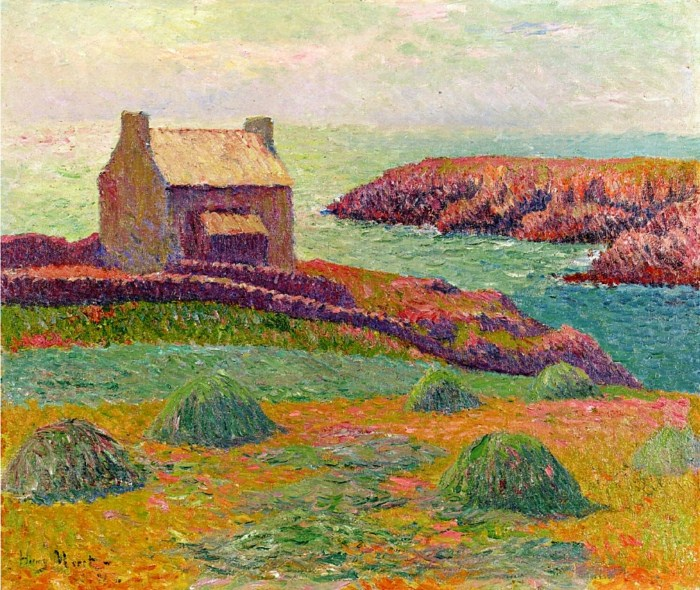
Casa en una colina, 1898
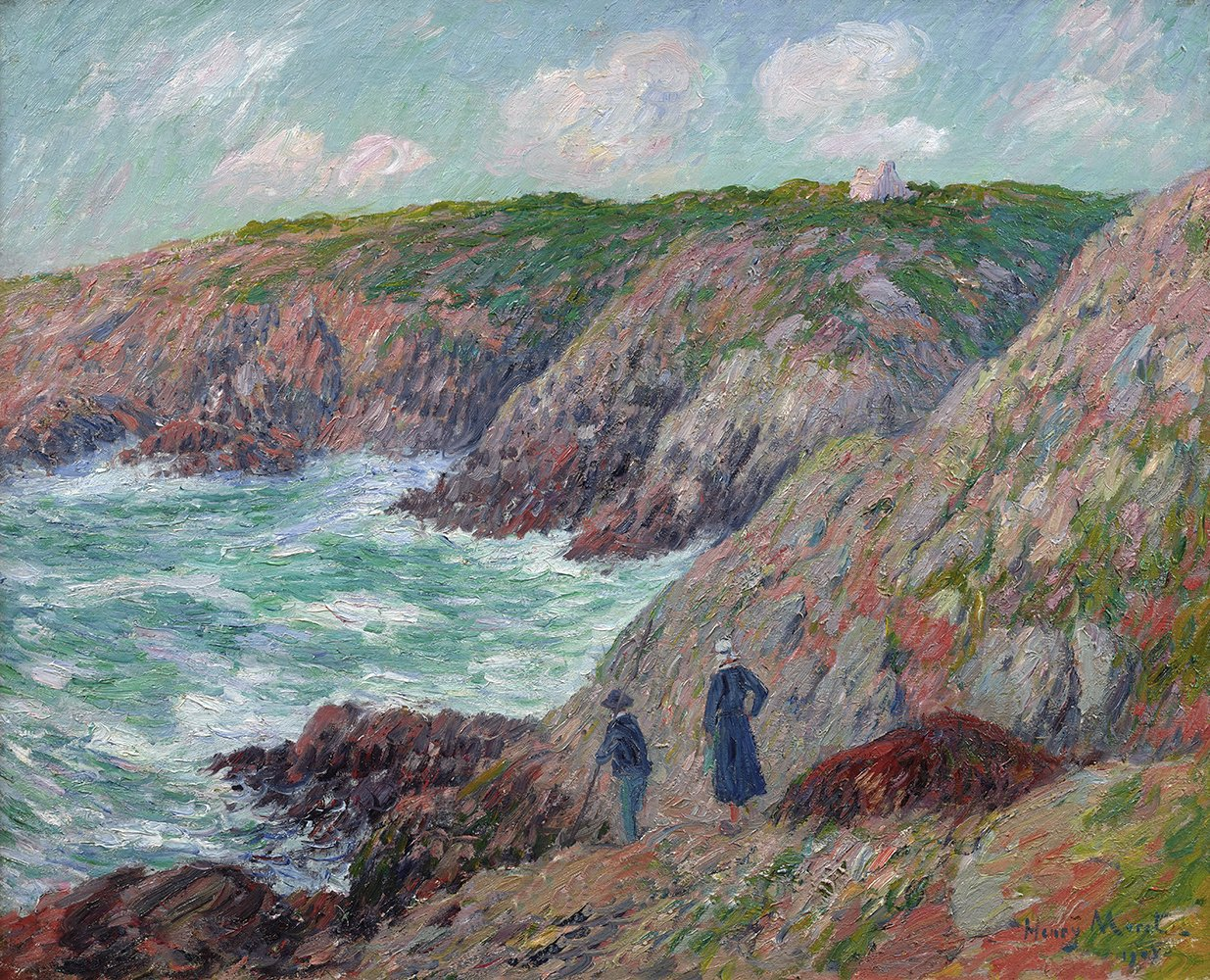
Costa rocosa en Moëlan, 1895
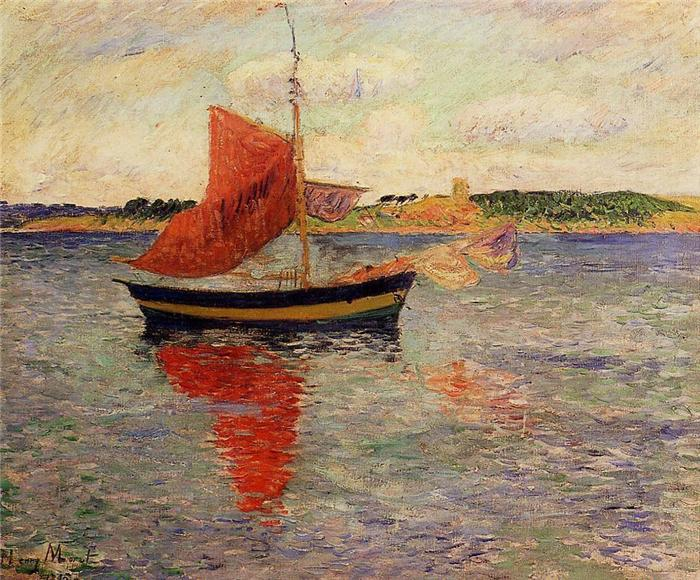
Paisaje marino, 1895
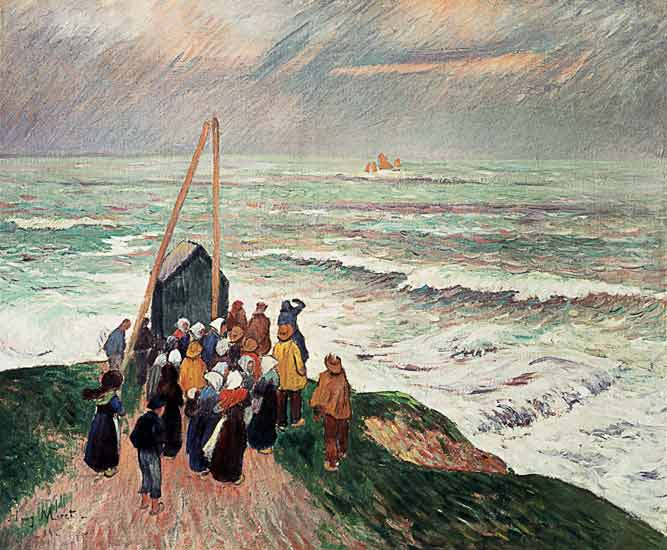
Esperando a los pescadores, ca 1895
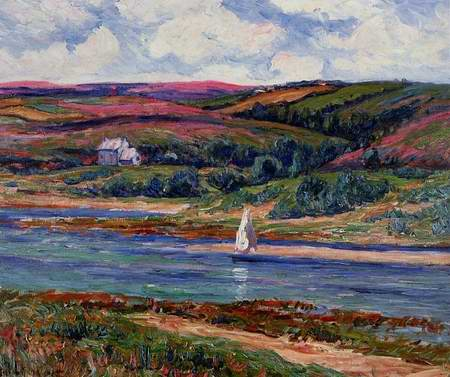
Río en Belon, ca 1895
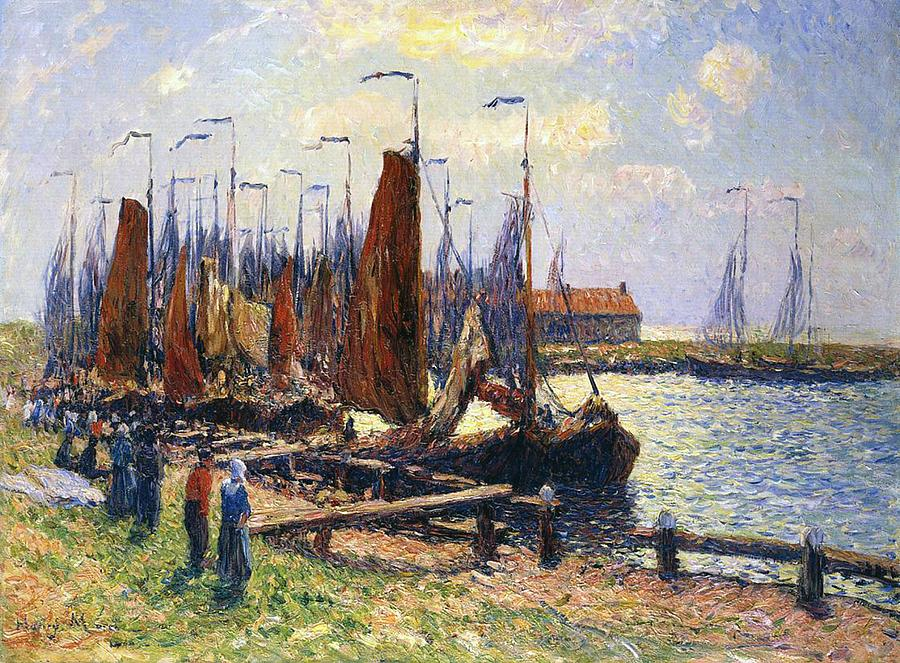
Puerto de Volendam, ca 1895
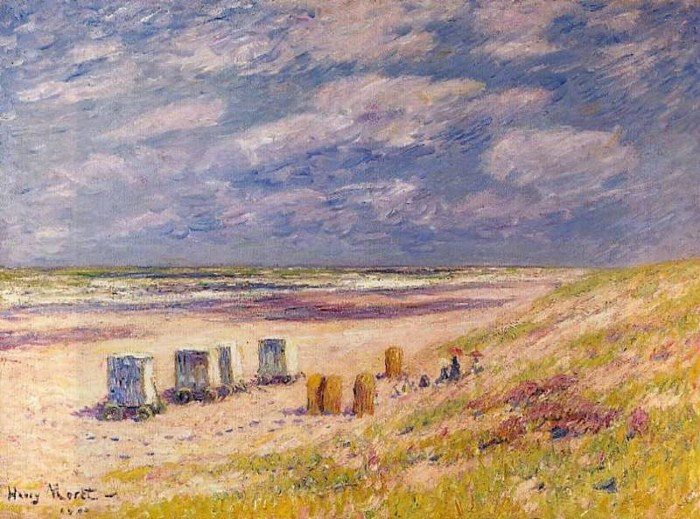
Playa en Egmond aan Zee (Países Bajos), 1900
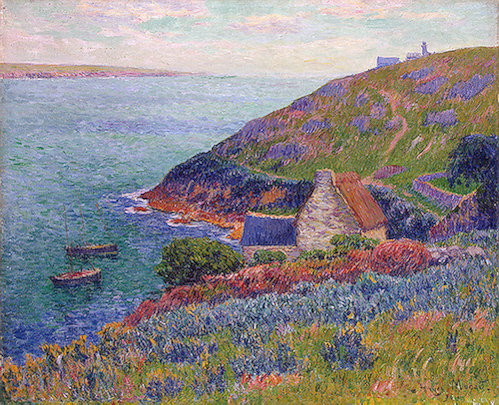
Port Manech, (1896)
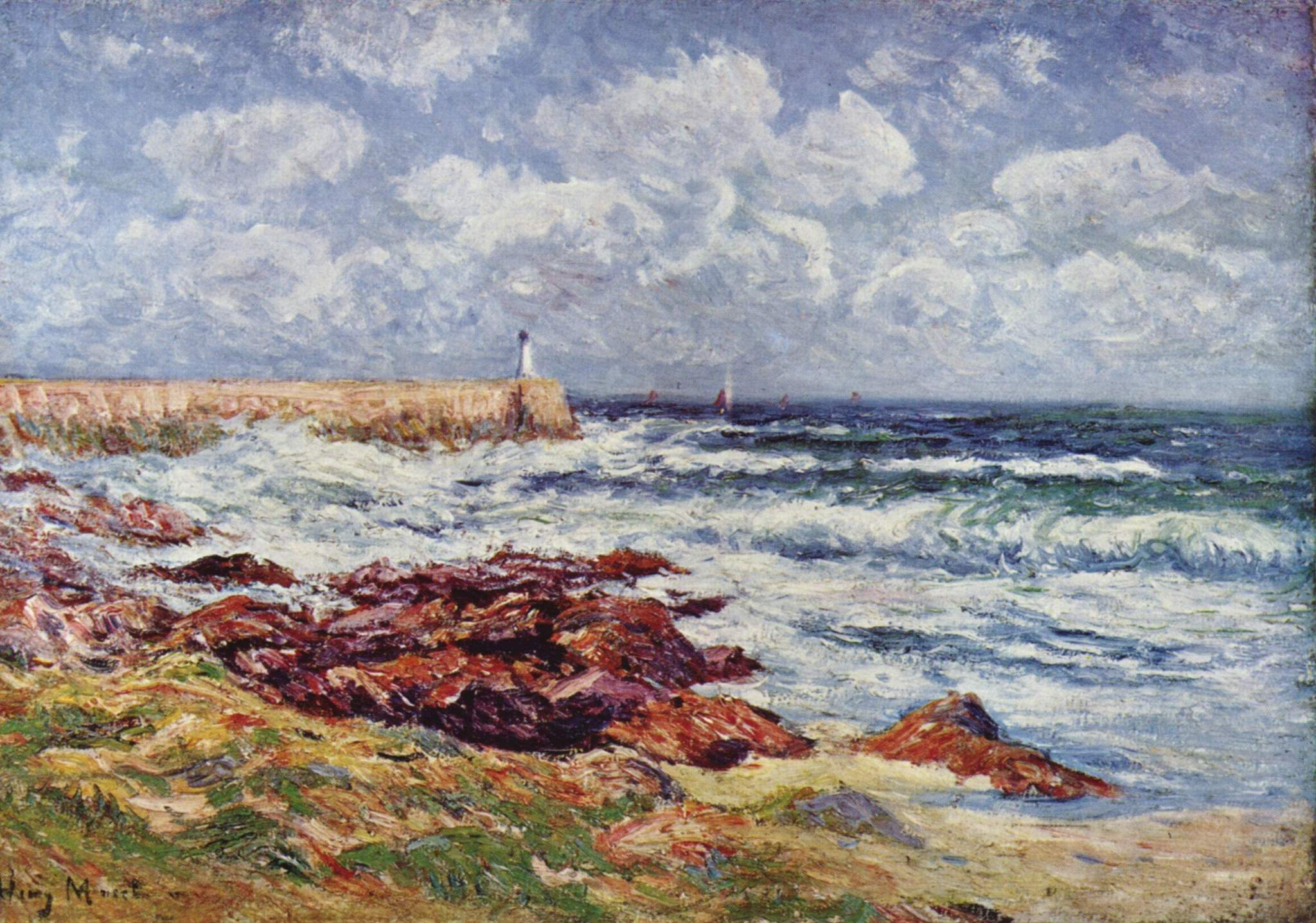
Puerto de Audierne, c. 1900